# María Caridad Brader
Maria Josefa Karolina Brader Zanher (Kaltbrunn, 14 de agosto de 1860-Pasto, 27 de febrero de 1943), conocida con su nombre religioso de Madre María Caridad Brader del Espíritu Santo, F.M.I., fue una religiosa católica suiza. Fundó una rama de los franciscanos, la orden de los Hermanos Franciscanos de María Inmaculada.
Brader desarrolló su labor misionera en América, en los países de Ecuador y Colombia. En este último país desarrolló la mayor parte de su obra, ejerciendo como catequista y evangelizadora, y allí se radicó y pasó el resto de su vida.
Fue beatificada el 23 de marzo de 2003 por el Papa Juan Pablo II en la Plaza de San Pedro en Roma, y su memoria litúrgica se celebra el 27 de febrero.